# تنوع‌بخشی
تنوع‌بخشی (به انگلیسی: Diversification) یک اصطلاح مالی که است و به کنشی از سرمایه‌گذاران گفته می‌شود که با خرید سبد سهام دارایی‌هایی که همبستگی پایینی دارند، خطرپذیری را کاهش می‌دهند. در سبدهای سهام به‌اندازهٔ کافی بزرگ، خطر بازگشت سرمایه تنها به خطر دارایی‌های جداگانه وابسته نیست بلکه از هم‌وردایی خطرها تأثیر می‌پذیرد.
زمانی که تنوع‌بخشی و کاهش خطرپذیری از به دلیل هزینه‌هایی که در پی دارد برای هر یک از سرمایه‌گذاران وجود نداشته باشد، این کار به واسطهٔ شرکت‌های سرمایه‌گذاری صورت می‌پذیرد. در این روش سرمایه‌گذار در یک صندوق مشترک سرمایه‌گذاری می‌کند و این صندوق مشترک سرمایه‌های جذب‌کرده‌اش را در سهام شرکت‌های متنوعی سرمایه‌گذاری می‌کند تا خطرپذیری‌اش کاهش یابد. این در حالی است که انجام این کار برای سرمایه‌گذارانی که سرمایهٔ کمی دارند دشوار خواهد بود چراکه آن‌ها سرمایهٔ کافی برای خرید سهام شمار زیادی از شرکت‌ها را ندارند.